# Laab (Gemeinde Naarn im Machlande)
Laab ist eine Ortschaft in der Katastralgemeinde Naarn der Marktgemeinde Naarn im Machlande im Bezirk Perg in Oberösterreich.

## Geographie
Die Ortschaft mit 147 Einwohnern (lt. Volkszählung 2001) befindet sich im südöstlichen Teil der Katastralgemeinde Naarn. Zur Ortschaft gehören neben der Ort selbst auch die Zerstreuten Häuser In der Au im Osten, mit den Gehöften Hofmandl und Schedlbauer.
Weitere Ortsbezeichnungen neben Weiler in der Au in der Ortschaft Laab sind: Weiler Windschnur und Weiler Haslau. Sie befindet sich in der oberösterreichischen Raumeinheit Machland.
Nördlich von Laab befindet sich die Ortschaft Pratztrum, westlich liegen Dirnwagram und Naarn, südöstlich grenzt Laab an die Ortschaften Neuhof und Baumgarten in der Katastralgemeinde Baumgarten. Im Osten, andererseits der Naarn liegt die Auen der Ortschaft Tobra der Gemeinde Perg.
Die ursprüngliche Ansiedelung wird einerseits von der Landwirtschaft und andererseits von der Sehenswürdigkeit Wallfahrtskirche Maria Laab geprägt. In der zweiten Hälfte des 20. Jahrhunderts wurden zusätzliche Ein- und Mehrfamilienhäuser errichtet, was mit einem entsprechenden Wachstum der Bevölkerung verbunden war.
Durch die Ortschaft führt die Landesstraße L 570 Machlandstraße, die Mitterkirchen im Machland mit Naarn im Machlande verbindet.
Nachbarortschaften
|            | Pratztrum                                   |                   |
| Dirnwagram | Kompassrose, die auf Nachbargemeinden zeigt | Tobra (Gem. Perg) |
|            | Baumgarten                                  | Neuhof            |

## Name
Die Bezeichnung Laab stammt vom mittelhochdeutschen Wort loup (Laub, Laubwald). Salzner schreibt konkret von einem sumpfigen Laubwald mit einem Opferstein. Jauker interpretiert Laab mit Fluss oder Sumpf. Eine andere Ansicht vertritt Tamerl, der von einer althochdeutschen Bezeichnung ze Slaben für Slawen-Hof ausgeht. Der Name der Ortschaft Laab wäre demnach auf die altslawische Bevölkerung zurückzuführen, die parallel zu den Baiern im 6. bis 8. Jahrhundert in diesem Raum siedelte.
Nachdem im Jahr 1754 das Maria-Krönungsbild vom Seiten- auf den Hochaltar der kleinen Kirche übertragen worden war, kam ab 1757 auch die Bezeichnung Maria Laab für die Ortschaft auf.

## Geschichte

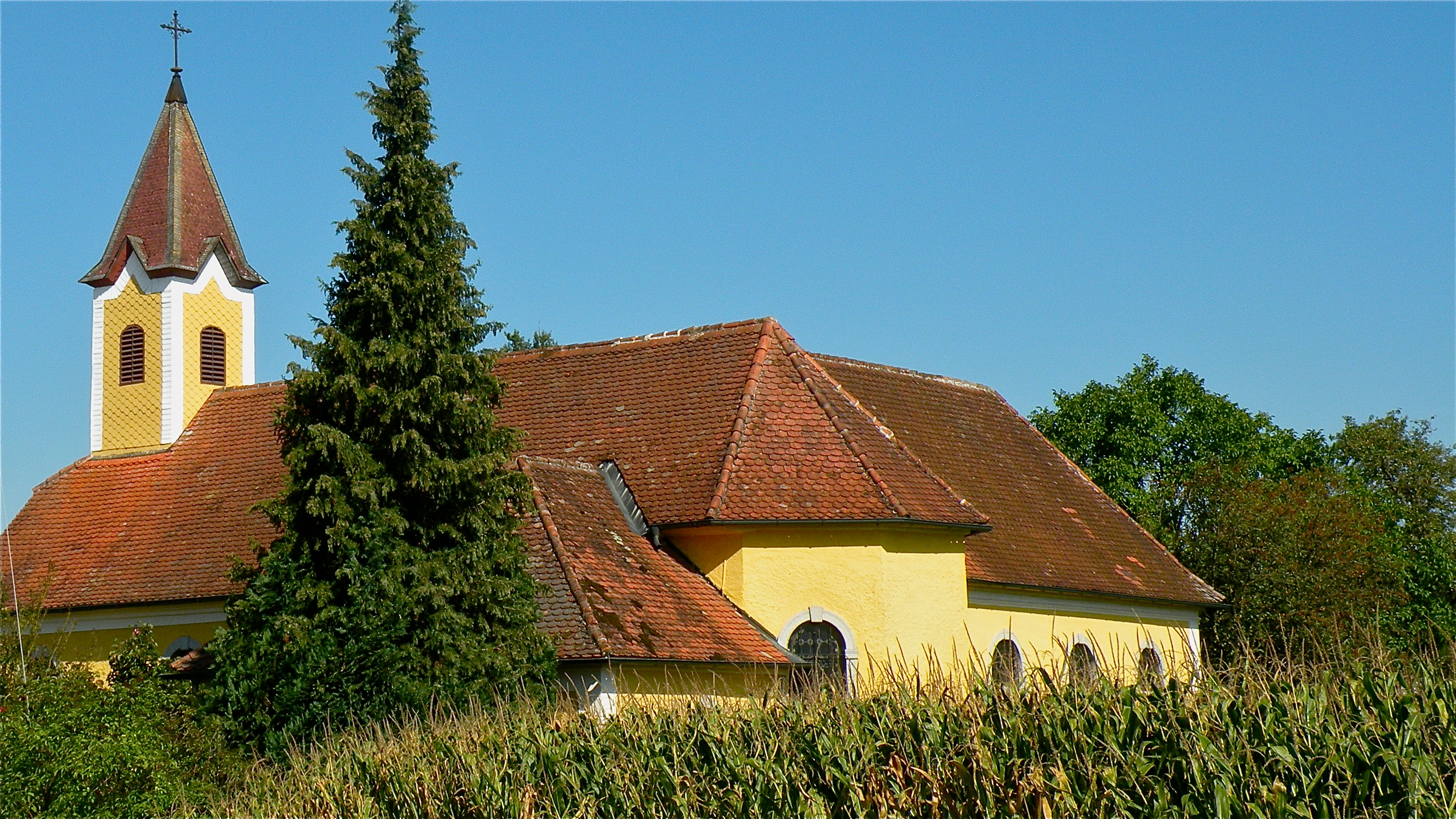
Wallfahrtskirche Maria Laab

Der Fund eines sehr gut erhaltenen Schiefer-Lochbeils im Ortsgebiet von Laab ist der Jungsteinzeit zuzuordnen (4500 bis 1800 vor Christus).
Eine erste Erwähnung der Ortschaft wird bereits im Jahr 1381 vermutet (curia in der La). Ein gesicherter urkundlicher Nachweis stammt jedenfalls aus dem Jahr 1545.
Über den kurz nach Einführung der Schulpflicht 1782 an die Vogtherrschaft Steyregg gerichteten Antrag zur Errichtung einer Lokal-Kaplanei und einer Schule in der Ortschaft samt Anstellung eines Schulmeisters wurde zwar bis 1785 Korrespondenz geführt, es kam jedoch nie zu einer Realisierung des Projektes.
1920 gab die Ortschaft Laab Notgeld aus um die sich damals entwickelnde Sammelleidenschaft für die Erzielung von Mehreinnahmen zu nutzen.
Gegen Kriegsende musste im Gasthaus Lichtenberger ein Nebenlager für Flüchtlingsfamilien eingerichtet werden, um die Schule in Naarn für den Schulbetrieb freizubekommen.

### Bevölkerung
Im Historischen Ortslexikon Oberösterreich sind in Laab im Jahr 1825 15 Häuser mit 100 Bewohnern verzeichnet, 1869 5 Häuser mit 36 Bewohnern, 1951 17 Häuser mit 101 Bewohnern, 1961 20 Häuser mit 103 Bewohnern, 1971 24 Häuser mit 128 Bewohnern, 1981 31 Häuser mit 144 Bewohnern, 1991 34 Häuser mit 143 Bewohnern und 2001 36 Häuser mit 147 Bewohnern.